# Natallja Safronnikava
Natallja Vjatjaslavaŭna Safronnikava (belarusiska: Наталля Вячаславаўна Сафроннікава) född den 28 februari 1973 som Natallja Vinogradova, är en belarusisk friidrottare som tävlar i kortdistanslöpning.
Safronnikavas första internationella mästerskap var VM 1995 i Göteborg där hon emellertid blev utslagen redan i försöken på 200 meter. Hennes första final var inomhus-VM 2001 då hon blev bronsmedaljör på 200 meter. 
Hon var i final vid inomhus-VM 2003 då hon slutade femma på 200 meter. Utomhus samma år slutade hon sexa vid VM i Paris efter ett lopp på 22,98. 
Vid inomhus VM 2004 slutade hon ursprungligen tvåa bakom Anastasia Kapatjinskaja. Men då ryskan diskvalificerades för doping fick Safronnikava guldmedaljen. Samma år blev hon utslagen redan i kvartsfinalen på 200 meter vid Olympiska sommarspelen i Aten.
Vid EM 2006 ingick hon i det vitryska landslag som slutade trea i stafetten över 4 x 100 meter.

## Personliga rekord
- 100 meter - 11,05
- 200 meter - 22,68